# Lista de campeãs do carnaval de Niterói
Esta é uma lista de escolas de samba campeãs do Carnaval de Niterói.

## Campeãs
| Ano                                                                             | Campeã(s)                                    | Vice-Campeã(s)                          | Terceira Colocada(s)                           | Ref.                                                        |
| 1946                                                                            | Sabiá                                        | União Vê Se Póde                        |                                                | [ 1 ] [ 2 ]                                                 |
| 1947                                                                            | Sabiá                                        |                                         |                                                | [ 1 ]                                                       |
| 1948                                                                            | Sabiá                                        | -                                       | Escola Primavera                               | [ 1 ]                                                       |
| 1949                                                                            | Viradouro                                    | Combinado do Amor                       | Escola Primavera                               | [ 3 ] [ 1 ]                                                 |
| 1950                                                                            | Viradouro                                    |                                         |                                                | [ 3 ] [ 1 ]                                                 |
| Não ocorreu desfile em 1951                                                     |                                              |                                         |                                                |                                                             |
| 1952                                                                            | Viradouro                                    |                                         |                                                | [ 3 ] [ 1 ]                                                 |
| 1953                                                                            | Viradouro                                    | Combinado do Amor                       |                                                | [ 3 ] [ 1 ]                                                 |
| 1954                                                                            | Combinado do Amor                            |                                         |                                                |                                                             |
| 1955                                                                            | Combinado do Amor                            | Viradouro                               |                                                | [ 1 ]                                                       |
| 1956                                                                            | Viradouro                                    | Combinado do Amor                       |                                                | [ 3 ] [ 1 ]                                                 |
| 1957                                                                            | Viradouro                                    | Combinado do Amor                       | Corações Unidos                                | [ 3 ] [ 1 ] [ 4 ]                                           |
| 1958                                                                            | Viradouro                                    |                                         |                                                | [ 3 ] [ 1 ]                                                 |
| 1959                                                                            | Viradouro                                    | Combinado do Amor                       |                                                | [ 3 ] [ 1 ]                                                 |
| 1960                                                                            | Corações Unidos                              | Viradouro                               | Combinado do Amor                              | [ 5 ] [ 6 ]                                                 |
| 1961                                                                            | Combinado do Amor                            | Corações Unidos                         | Academia do Martins                            | [ 1 ] [ 7 ]                                                 |
| 1962                                                                            | Viradouro                                    | Corações Unidos                         | Combinado do Amor                              | [ 3 ] [ 1 ]                                                 |
| 1963                                                                            | Viradouro                                    | Corações Unidos                         | Combinado do Amor                              | [ 3 ] [ 1 ]                                                 |
| 1964                                                                            | Corações Unidos                              | Cubango                                 |                                                | [ 1 ]                                                       |
| 1965                                                                            | Corações Unidos                              | Combinado do Amor                       | Cubango                                        | [ 8 ] [ 1 ]                                                 |
| 1966                                                                            | Corações Unidos                              |                                         | Cubango                                        | [ 1 ]                                                       |
| 1967                                                                            | Cubango                                      | Viradouro                               |                                                | [ 9 ] [ 1 ]                                                 |
| 1968                                                                            | Cubango                                      | Viradouro                               |                                                | [ 9 ] [ 1 ]                                                 |
| 1969                                                                            | Cubango                                      | Viradouro                               |                                                | [ 9 ] [ 1 ]                                                 |
| 1970                                                                            | Cubango                                      | Combinado do Amor                       | Viradouro                                      | [ 9 ] [ 1 ]                                                 |
| 1971                                                                            | Viradouro                                    | Unidos da Mem de Sá                     | Cubango e Combinado do Amor                    | [ 10 ] [ 3 ]                                                |
| 1972                                                                            | Cubango                                      | Viradouro                               | Unidos da Mem de Sá                            | [ 11 ] [ 9 ] [ 3 ] [ 1 ]                                    |
| 1973                                                                            | Viradouro                                    | Combinado do Amor                       | Cubango e Cnarinhos da Engenhoca               | [ 3 ] [ 1 ]                                                 |
| 1974                                                                            | Viradouro                                    | Cubango                                 |                                                | [ 3 ] [ 1 ]                                                 |
| 1975                                                                            | Cubango                                      | Viradouro                               |                                                | [ 9 ] [ 1 ]                                                 |
| 1976                                                                            | Cubango e Canarinhos da Engenhoca            | Corações Unidos                         | Viradouro                                      | [ 9 ] [ 1 ]                                                 |
| 1977                                                                            | Cubango                                      | Corações Unidos                         | Viradouro                                      | [ 9 ] [ 1 ]                                                 |
| 1978                                                                            | Cubango                                      | Corações Unidos                         | Viradouro                                      | [ 9 ] [ 1 ]                                                 |
| 1979                                                                            | Cubango                                      | Viradouro                               | Corações Unidos                                | [ 9 ] [ 1 ]                                                 |
| 1980                                                                            | Viradouro                                    | Cubango                                 | Corações Unidos                                | [ 9 ] [ 1 ]                                                 |
| 1981                                                                            | Viradouro                                    | Cubango                                 | Corações Unidos                                | [ 12 ] [ 3 ] [ 1 ] [ 13 ]                                   |
| 1982                                                                            | Viradouro                                    | Corações Unidos                         | Cubango                                        | [ 14 ] [ 3 ] [ 1 ]                                          |
| 1983                                                                            | Viradouro                                    | Cubango                                 | Branco no Samba                                | [ 15 ] [ 3 ] [ 1 ]                                          |
| 1984                                                                            | Cubango e Viradouro                          | Corações Unidos                         | União da Ilha da Conceição e Combinado do Amor | [ 16 ] [ 9 ] [ 3 ] [ 1 ]                                    |
| 1985                                                                            | União da Ilha da Conceição e Corações Unidos | Viradouro e Sossego                     | Cubango                                        | [ 17 ] [ 18 ] [ 19 ] [ 19 ] [ 9 ] [ 3 ] [ 1 ] [ 20 ] [ 21 ] |
| 1986                                                                            | Sossego                                      | Mocidade do Almerinda e Corações Unidos | União da Ilha da Conceição                     | [ 22 ]                                                      |
| 1987                                                                            | Sossego                                      | União da Ilha da Conceição              | Mocidade Independente do Bairro Almerinda      | [ 23 ] [ 24 ] [ 22 ] [ 25 ] [ 26 ]                          |
| 1988                                                                            | Sossego                                      | Corações Unidos                         | União da Ilha da Conceição                     | [ 27 ] [ 28 ] [ 22 ] [ 29 ]                                 |
| 1989                                                                            | Souza Soares                                 | Corações Unidos                         | União da Ilha da Conceição                     | [ 30 ]                                                      |
| 1990                                                                            | Sossego                                      | Mocidade de Icaraí                      |                                                | [ 30 ]                                                      |
| 1991                                                                            | Camisolão                                    |                                         |                                                | [ 30 ]                                                      |
| 1992                                                                            | Sabiá                                        | Sossego                                 |                                                | [ 31 ]                                                      |
| 1993                                                                            | Camisolão                                    | Sossego                                 |                                                | [ 31 ]                                                      |
| 1994                                                                            | Camisolão                                    | Sossego                                 |                                                | [ 31 ]                                                      |
| 1995                                                                            | Camisolão                                    | Sossego                                 | Mocidade de Icaraí                             | [ 31 ]                                                      |
| 2006                                                                            | Novo México                                  |                                         |                                                | [ 32 ]                                                      |
| 2007                                                                            | Novo México Mocidade de Icaraí               | -                                       |                                                | [ 32 ] [ 33 ]                                               |
| 2008                                                                            | Mocidade de Icaraí                           | Bafo do Tigre                           | Folia do Viradouro                             | [ 34 ] [ 33 ]                                               |
| 2009                                                                            | Mocidade de Icaraí                           | Folia do Viradouro                      | Bafo do Tigre                                  | [ 35 ] [ 33 ]                                               |
| 2010                                                                            | Mocidade de Icaraí                           | Inocentes de Maricá                     | Sabiá                                          | [ 36 ]                                                      |
| 2011                                                                            | Sabiá                                        | Folia do Viradouro                      | Inocentes de Maricá                            | [ 37 ] [ 38 ] [ 39 ] [ 40 ] [ 41 ]                          |
| 2012                                                                            | Folia do Viradouro                           | Região Oceânica                         | Mocidade do Boaçu                              | [ 42 ] [ 43 ] [ 44 ]                                        |
| 2013                                                                            | Sabiá                                        | Folia do Viradouro                      | Tá Mole Mas é Meu                              | [ 45 ]                                                      |
| 2014                                                                            | Sabiá                                        | Folia do Viradouro                      | Império de Araribóia                           | [ 46 ] [ 47 ] [ 48 ]                                        |
| 2015                                                                            | Folia do Viradouro                           | Sabiá                                   | Império de Araribóia                           | [ 49 ]                                                      |
| 2016                                                                            | Folia do Viradouro                           | Sabiá                                   | Império de Araribóia                           | [ 50 ]                                                      |
| 2017                                                                            | Folia do Viradouro                           | Império de Araribóia                    | Combinado do Amor                              | [ 51 ]                                                      |
| 2018                                                                            | Alegria da Zona Norte                        | Império de Araribóia                    | Sabiá                                          | [ 52 ]                                                      |
| 2019                                                                            | Alegria da Zona Norte                        | Império de Araribóia                    | Souza Soares                                   | [ 53 ]                                                      |
| 2020                                                                            | Magnólia Brasil                              | Folia do Viradouro                      | Região Oceânica                                | [ 54 ]                                                      |
| Os desfiles do carnaval de 2021 foram cancelados devido a pandemia de Covid-19. |                                              |                                         |                                                |                                                             |
| 2022                                                                            | Folia do Viradouro                           | Alegria da Zona Norte                   | Magnólia Brasil                                | [ 55 ]                                                      |
| 2023                                                                            | Magnólia Brasil                              | Alegria da Zona Norte                   | Sabiá                                          | [ 56 ]                                                      |
| 2024                                                                            | Experimenta da Ilha da Conceição             | Magnólia Brasil                         | Alegria da Zona Norte                          | [ 57 ]                                                      |

## Títulos por Escola
| Escola                           | Total | Títulos                                                                                   |
| Viradouro                        | 18    | 1949 1950 1952 1953 1956 1957 1958 1959 1962 1963 1971 1973 1974 1980 1981 1982 1983 1984 |
| Cubango                          | 11    | 1967 1968 1969 1970 1972 1975 1976 1977 1978 1979 1984                                    |
| Corações Unidos                  | 6     | 1960 1964 1965 1966 1985 1987                                                             |
| Sabiá                            | 6     | 1946 1947 1948 2011 2013 2014                                                             |
| Mocidade Independente de Icaraí  | 5     | 1991 2007 2008 2009 2010                                                                  |
| Folia do Viradouro               | 5     | 2012 2015 2016 2017 2022                                                                  |
| Camisolão                        | 4     | 1992 1993 1994 1995                                                                       |
| Sossego                          | 4     | 1986 1987 1988 1990                                                                       |
| Combinado do Amor                | 3     | 1954 1955 1961                                                                            |
| Magnólia Brasil                  | 2     | 2020 2023                                                                                 |
| Alegria da Zona Norte            | 2     | 2018 2019                                                                                 |
| Novo México                      | 2     | 2006 2007                                                                                 |
| Souza Soares                     | 1     | 1989                                                                                      |
| União da Ilha da Conceição       | 1     | 1985                                                                                      |
| Experimenta da Ilha da Conceição | 1     | 2024                                                                                      |